# Hong Kong en los Juegos Paralímpicos de Toronto 1976
Hong Kong estuvo representado en los Juegos Paralímpicos de Toronto 1976 por once deportistas masculinos.

## Medallistas
El equipo paralímpico hongkonés obtuvo las siguientes medallas:
| Nombre         | Deporte       | Evento                      |
| -------------- | ------------- | --------------------------- |
| Oro            |               |                             |
| —              |               |                             |
| Plata          |               |                             |
| Wong Shek Kau  | Tenis de mesa | Individual C masculino      |
| Bronce         |               |                             |
| Wong Shek Kau  | Atletismo     | Salto de altura C masculino |
| Tong Hon Keung | Tenis de mesa | Individual C masculino      |